# Federación Internacional Felina
La Federación Internacional Felina (abrev. FIFe, oficialmente y en francés: Fédération Internationale Féline) es una de las asociaciones felinas a nivel europeo encargada de regular la crianza de gatos de raza. Muchos países europeos cuentan con asociaciones que dependen directamente de la Fife, ellas mismas gestionan sus libros de orígenes, la organización de exposiciones felinas, etc., siempre acordes a los reglamentos de la Federación internacional.
Fue fundado por Madame Marguerite Ravel, la federación se inició de forma no oficial en 1949 en París, Francia. En su primer asamblea general en Gante, Bélgica, la federación quedó oficialmente fundada. El nombre original de la federación era Fédération Internationale Féline d'Europe o FIFE. En 1972 se decidió el cambio del nombre por el actual. Al ser eliminado el "d'Europe", el nombre comenzó a ser abreviado FIFe.